# Гарнер, Джеймс (футболист)
Джеймс Дэ́вид Га́рнер (англ. James David Garner; род. 13 марта 2001, Биркенхед, Северо-Западная Англия) — английский футболист, выступающий на позиции опорного полузащитника. Игрок клуба «Эвертон».

## Клубная карьера
Воспитанник Академии «Манчестер Юнайтед», к которой присоединился в возрасте 8 лет. До 15 лет выступал на позиции центрального защитника, однако позже сменил специализацию на полузащитника.
Летом 2018 года отправился вместе с первой командой в предсезонное турне по США. 22 июля 2018 года вышел в стартовом составе «Юнайтед» в товарищеском матче против «Сан-Хосе Эртквейкс».
В мае 2018 года подписал свой первый профессиональный контракт с «Манчестер Юнайтед». В основном составе «Манчестер Юнайтед» дебютировал 27 февраля 2019 года в матче против «Кристал Пэлас». Этот матч остался для Гарнера единственным в сезоне 2018/19 за основу «Юнайтед».
Летом 2019 года вновь отправился с основной командой «Манчестер Юнайтед» в предсезонное турне. 24 октября 2019 года состоялся дебют Гарнера в еврокубках, когда он вышел на поле в игре Лиги Европы против «Партизана». Всего в сезоне 2019/20 принял участие в шести матчах первой команды «Манчестер Юнайтед».
18 сентября 2020 года отправился в аренду в клуб Чемпионшипа «Уотфорд» до конца сезона 2020/21. Провёл за команду 20 матчей в Чемпионшипе. 30 января 2021 года его аренда в «Уотфорде» была прервана, после чего он на правах аренды до конца сезона 2020/21 перешёл в «Ноттингем Форест».
22 августа 2021 года продлил свой контракт с «Манчестер Юнайтед», после чего вновь отправился в аренду в «Ноттингем Форест» до конца сезона 2021/22. В составе «лесников» в сезоне 2021/22 принял участие суммарно в 49 матчах и забил четыре гола, чем помог команде завоевать место в Премьер-лиге.
1 сентября 2022 года о переходе Гарнера официально объявил футбольный клуб «Эвертон». Футболист подписал с новым клубом контракт сроком до 30 июня 2026 года. Сумма сделки официально не объявлялась. По сообщениям СМИ, с учётом возможных бонусов переход полузащитника обошёлся мерсисайдскому клубу примерно в 15 миллионов фунтов стерлингов. 9 октября 2022 года состоялся дебют футболиста в новом клубе: Гарнер вышел на замену в домашнем матча Премьер-лиги против «Манчестер Юнайтед», завершившемся поражением «Эвертона» со счётом 1:2. Также на замену выходил в пяти следующих матчах чемпионата. 8 ноября 2022 года впервые вышел в стартовом составе «Эвертона». Это случилось в матче Кубка Английской лиги против «Борнмута» (1:4). Вскоре футболист получил травму, из-за которой в дальнейшем пропустил более трёх месяцев. Возвращение Гарнера на поле случилось лишь 3 апреля 2023 года в матче против «Тоттенхэма» (1:1), после чего он появлялся на поле во всех матчах «Эвертона» до конца сезона, причём в большинстве случаев выходил в стартовом составе команды. Всего в дебютном сезоне в «Эвертоне» принял участие в 17 матчах во всех турнирах.
27 сентября 2023 года забил свой первый гол за «Эвертон». Это случилось в матче Кубка Английской лиги против «Астон Виллы», который завершился выездной победой «Эвертона» со счётом 2:1.

## Карьера в сборной
Выступал за сборные Англии до 17, до 18, до 19, до 20 и до 21 года. В составе последней в 2023 году стал чемпионом Европы.

## Статистика выступлений

### Клубная
| Выступление        | Выступление      | Выступление      | Лига | Лига | Кубок | Кубок | Кубок лиги | Кубок лиги | Еврокубки | Еврокубки | Прочие | Прочие | Итого | Итого |
| Клуб               | Лига             | Сезон            | Игры | Голы | Игры  | Голы  | Игры       | Голы       | Игры      | Голы      | Игры   | Голы   | Игры  | Голы  |
| ------------------ | ---------------- | ---------------- | ---- | ---- | ----- | ----- | ---------- | ---------- | --------- | --------- | ------ | ------ | ----- | ----- |
| Манчестер Юнайтед  | Премьер-лига     | 2018/19          | 1    | 0    | 0     | 0     | 0          | 0          | 0         | 0         | 0      | 0      | 1     | 0     |
| Манчестер Юнайтед  | Премьер-лига     | 2019/20          | 1    | 0    | 0     | 0     | 1          | 0          | 4         | 0         | 0      | 0      | 6     | 0     |
| Манчестер Юнайтед  | Итого            | Итого            | 2    | 0    | 0     | 0     | 1          | 0          | 4         | 0         | 0      | 0      | 7     | 0     |
| → Уотфорд          | Чемпионшип       | 2020/21          | 20   | 0    | 0     | 0     | 0          | 0          | 0         | 0         | 0      | 0      | 20    | 0     |
| → Уотфорд          | Итого            | Итого            | 20   | 0    | 0     | 0     | 0          | 0          | 0         | 0         | 0      | 0      | 20    | 0     |
| → Ноттингем Форест | Чемпионшип       | 2020/21          | 20   | 4    | 0     | 0     | 0          | 0          | 0         | 0         | 0      | 0      | 20    | 4     |
| → Ноттингем Форест | Чемпионшип       | 2021/22          | 41   | 4    | 4     | 0     | 1          | 0          | 0         | 0         | 3      | 0      | 49    | 4     |
| → Ноттингем Форест | Итого            | Итого            | 61   | 8    | 4     | 0     | 1          | 0          | 0         | 0         | 3      | 0      | 69    | 8     |
| Эвертон            | Премьер-лига     | 2022/23          | 16   | 0    | 0     | 0     | 1          | 0          | 0         | 0         | 0      | 0      | 17    | 0     |
| Эвертон            | Премьер-лига     | 2023/24          | 37   | 1    | 3     | 0     | 4          | 1          | 0         | 0         | 0      | 0      | 44    | 2     |
| Эвертон            | Премьер-лига     | 2024/25          | 21   | 0    | 1     | 0     | 1          | 0          | 0         | 0         | 0      | 0      | 23    | 0     |
| Эвертон            | Премьер-лига     | 2025/26          | 1    | 0    | 0     | 0     | 0          | 0          | 0         | 0         | 0      | 0      | 1     | 0     |
| Эвертон            | Итого            | Итого            | 75   | 1    | 4     | 0     | 6          | 1          | 0         | 0         | 0      | 0      | 85    | 2     |
| Всего за карьеру   | Всего за карьеру | Всего за карьеру | 158  | 9    | 8     | 0     | 8          | 1          | 4         | 0         | 3      | 0      | 181   | 10    |

## Достижения

### Командные
«Ноттингем Форест»
- Победитель плей-офф Чемпионшипа: 2021/22

Сборная Англии (до 21 года)
- Чемпион Европы среди игроков до 21 года: 2023